# Santiago Futsal
El Santiago Futsal, conocido anteriormente como Lobelle de Santiago, fue un equipo español de fútbol sala fundado en Santiago de Compostela en 1975 y desaparecido en 2022 tras no conseguir hacer frente a su deuda.
Jugó 15 temporadas consecutivas en Primera División a principios del siglo XXI, en las que consiguió varios títulos: la Copa de España en 2006, la Recopa de Europa en 2007 y la Supercopa de España en 2010.

## Historia

### Primeros años y ascenso
El Club Autos Lobelle de Santiago Fútbol Sala se fundó en 1975 a iniciativa de Carlos Méndez Moure y ayudado por José Antonio Lobelle Quintillán, dueño de los concesionarios de Nissan Autos Lobelle. En sus primeros años el club estuvo formado por los empleados de la compañía y estaba situado en Chantada (Lugo). Durante su participación en los campeonatos provinciales de Lugo, el equipo ascendió posiciones y se trasladó a Monforte de Lemos.
En 1985, Lobelle dio un paso para profesionalizarse y se trasladó a Santiago de Compostela, que se convirtió en su sede definitiva. El club comenzó a jugar en la Liga Autonómica de Galicia en 1989, y en 1992 logró subir a Primera Nacional "A". Durante seis temporadas el club permaneció en la tercera categoría del fútbol sala español, hasta que en la temporada 1999/2000 alcanzó la División de Plata. La nueva situación obligó a José Antonio Lobelle a buscar nuevos patrocinadores, y en 2001 la entidad se marcó como objetivo el ascenso a primera división. El club se nutrió de jugadores procentes de otros clubes gallegos como el Rías Baixas.
En la temporada 2002/03 Lobelle consiguió la clasificación para el playoff de ascenso en la última jornada de liga. Tras derrotar al Benicarló FS, los compostelanos se enfrentaron en un partido final ante Levitt Las Rozas, al que derrotaron en los penaltis. De este modo, Lobelle de Santiago certificó su ascenso a División de Honor.

### Lobelle en 1.ª División
En la temporada 2004/05, debut de Lobelle en la máxima competición (actual 1.ª División), el objetivo inicial de los gallegos era la permanencia. Sin embargo, el club cuajó una buena racha de resultados y finalizó en séptima posición, clasificado para los playoff por el título. Un año después la institución contrató como entrenador a José Venancio López Ferro, y pese a que en liga se terminó en posiciones intermedias de la tabla, Lobelle ganó la Copa de España de Fútbol Sala de 2006, tras derrotar a Polaris World Cartagena, ElPozo Murcia y Boomerang Interviú.
En su debut en una competición internacional, Lobelle de Santiago ganó la Recopa de Europa de Fútbol Sala en la temporada 2006/07, al derrotar en la final al SL Benfica portugués. En las siguientes temporadas de liga, los gallegos firmaron su clasificación para playoff en distintas ocasiones, aunque nunca han conseguido llegar a la final de División de Honor. En 2010, Lobelle se proclamó campeón de la Supercopa de España por primera vez al derrotar a Inter Movistar en Guadalajara.

### Santiago Futsal
En el año 2012 finaliza la etapa de José Antonio Lobelle al frente del club y una nueva directiva se hizo cargo del equipo, que cambia su nombre por el de Santiago Futsal. 
En 2022 el equipo desapareció tras no poder hacer frente a su deuda con la Real Federación Española de Fútbol por el impago de arbitrajes y sanciones.

## Trayectoria Histórica[2]
| Temporada | División          | Posición              |
| --------- | ----------------- | --------------------- |
| 1999-00   | 1.ª Nacional "A"  |                       |
| 2000-01   | División de Plata | 7.º                   |
| 2001-02   | División de Plata | 8º                    |
| 2002-03   | División de Plata | 2.º                   |
| 2003-04   | División de Honor | 10.º                  |
| 2004-05   | División de Honor | 4º (Cuartos de final) |
| 2005-06   | División de Honor | 5º (Cuartos de final) |
| 2006-07   | División de Honor | 4º (Cuartos de final) |

| Temporada | División          | Posición               |
| --------- | ----------------- | ---------------------- |
| 2007-08   | División de Honor | 7º (Cuartos de final)  |
| 2008-09   | División de Honor | 4º (Semifinales)       |
| 2009-10   | División de Honor | 4.º (Cuartos de final) |
| 2010-11   | División de Honor | 4.º (Semifinales)      |
| 2011-12   | Primera División  | 5.º (Cuartos de final) |
| 2012-13   | Primera División  | 7.º (Cuartos de final) |
| 2013-14   | Primera División  | 9.º                    |
| 2014-15   | Primera División  | 11.º                   |

| Temporada | División           | Posición |
| --------- | ------------------ | -------- |
| 2015-16   | Primera División   | 11º      |
| 2016-17   | Primera División   | 11.º     |
| 2017-18   | Primera División   | 15.º     |
| 2018-19   | Segunda División   | 8.º      |
| 2019-20   | Segunda División   | 14.º     |
| 2020-21   | Segunda División   | 17.º     |
| 2021-22   | Segunda División B | 3.º      |

## Palmarés
- Copa de España de Fútbol Sala: 1 (Zaragoza 2006)
- Supercopa de España de Fútbol Sala: 1 (Guadalajara 2010)
- Recopa de Europa: 1 (Santiago 2006/07)
- Copa Xunta de Galicia: 8 (Pontevedra 2005, Lugo 2008, Carballiño 2009, Lalín 2011, Ponteareas 2012, Ferrol 2014, Santiago 2016 y Pontevedra 2017)